# Stacja kolejowa

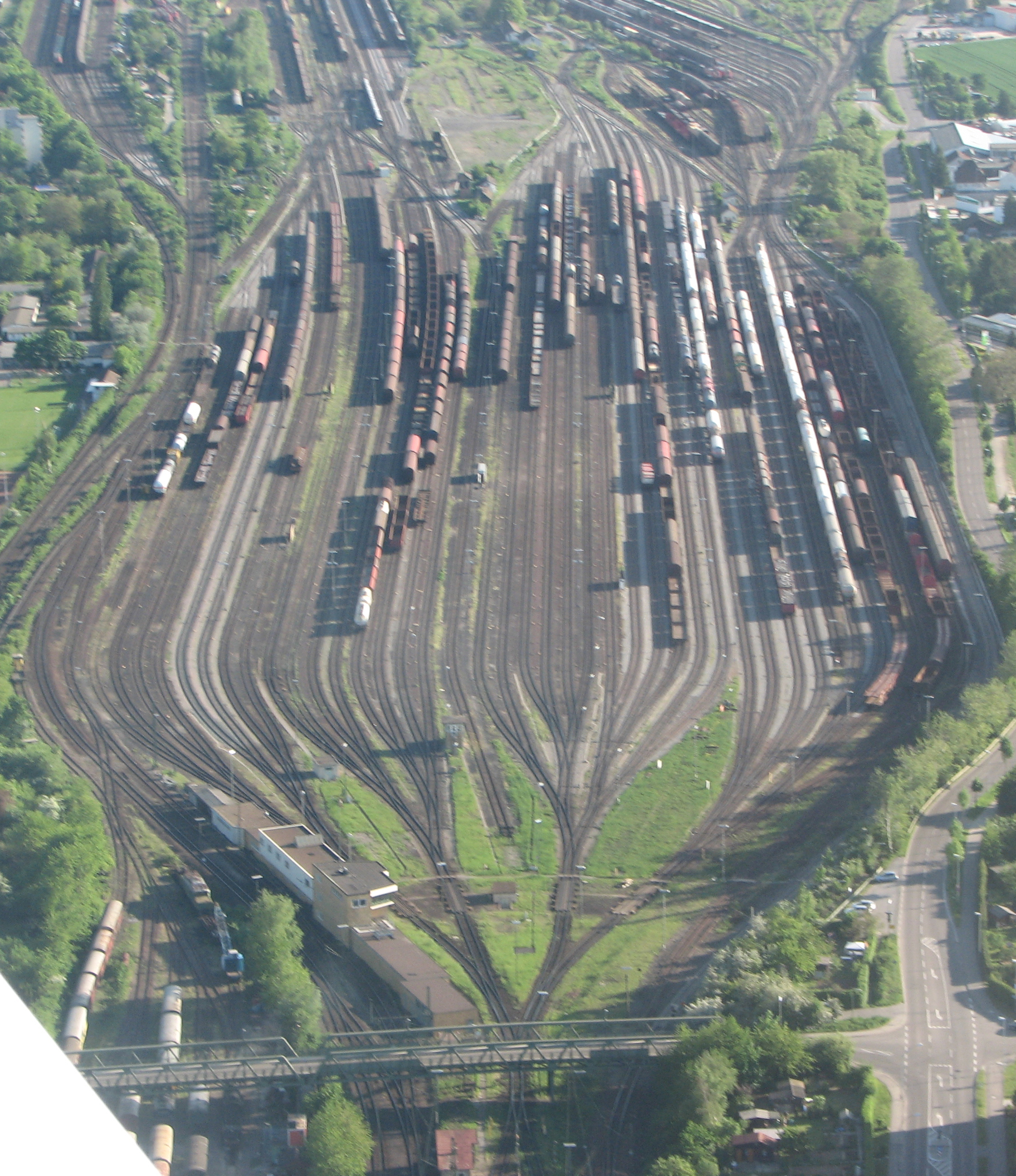
Stacja rozrządowa w Kornwestheim

Stacja kolejowa – posterunek zapowiadawczy, w obrębie którego, oprócz toru głównego zasadniczego, znajduje się co najmniej jeden tor główny dodatkowy, a pociągi mogą rozpoczynać i kończyć swój bieg, krzyżować się i wyprzedzać, jak również zmieniać skład lub kierunek jazdy.
Stacje stanowią budowle kolejowe w formie połączonych za pomocą rozjazdów układów torowych oraz urządzeń sterowania ruchem kolejowym i urządzeń łączności.
Zasadniczymi elementami stacji są:
- układy torowe,
- posterunki techniczne (nastawcze i dyspozytorskie),
- techniczne wyposażenie stacji (obiekty i urządzenia do obsługi pasażerów i ładunków),
- obiekty towarzyszące (lokomotywownie, wagonownie).

Na stacjach odbywają się początkowe i końcowe operacje procesu przewozowego w zakresie czynności:
- technicznych (przyjmowanie, wyprawianie i przepuszczanie pociągów; obróbka pociągów i wagonów obejmująca manewry, oględziny techniczne taboru oraz próbę hamulców; zmiana lokomotywy i drużyn pociągowych),
- handlowych (odprawa pasażerów i ich bagażu; odprawa ładunków; obsługa bocznic),
- gospodarczych (oczyszczenie, obrządzanie i naprawa bieżąca taboru; obsługa składów materiałów oraz inwentarza dla potrzeb kolei; zaopatrzenie i obsługa socjalna pracowników kolejowych; czynności administracyjne)[5].

Ruchem pociągów, pojazdów pomocniczych, manewrami taboru na stacji kieruje dyżurny ruchu. Duże stacje mogą być podzielone na rejony stanowiące osobne posterunki zapowiadawcze.

## Klasyfikacja
Podział ze względu na:
- rodzaj przewozów
  - osobowe,
  - towarowe,
  - osobowo-towarowe
- pracę techniczno-ruchową
  - rozrządowe,
  - ładunkowe,
  - postojowe,
  - przeładunkowe
- położenie:
  - krańcowe,
  - węzłowe – na których łączą się szlaki z trzech lub więcej kierunków[6],
  - pośrednie – znajdujące się między stacjami krańcowymi
- wielkość pracy[8]:
  - małe (obsługa ruchu pasażerskiego i towarowego w miejscowościach do 20 tys. mieszkańców, na odcinkach między stacjami węzłowymi),
  - średnie (obsługa ruchu pasażerskiego i towarowego z wyodrębnieniem torów pasażerskich i towarowych, w miejscowościach o liczbie mieszkańców 20–100 tys.),
  - duże (obsługa ruchu pasażerskiego i/lub towarowego na wyspecjalizowanych grupach torów lub oddzielnych stacjach, w miejscowościach z powyżej 100 tys. mieszkańców),
- układ torów stacyjnych:
  - czołowe, przechodnie, mieszane
- specjalny charakter pracy:
  - portowe, przemysłowe, ładunkowe miejskie, graniczne.

Ze względu na organizację przesyłek w ruchu towarowym dzielą się na:
- stacje rozrządowe (SR), często posiadają górkę rozrządową
- stacje manewrowe (SM)
- stacje obsługiwane (SO)

Pod względem ruchu pociągów, posterunki ruchu dzielą się na:
- krańcowe, tj. początkowe i końcowe dla danej relacji pociągu,
- pośrednie, które znajdują się między stacjami krańcowymi.

Zespół stacji i posterunków ruchu sąsiadujących ze sobą nazywa się węzłem kolejowym, którego granice ustala dany zarząd infrastruktury.